# Vápenice (Uherské Hradiště-i járás)
Vápenice település Csehországban, a Uherské Hradiště-i járásban. Vápenice Vyškovec, Komňa, Lopeník, Starý Hrozenkov és Bojkovice településekkel határos. Lakosainak száma 195 fő (2024. január 1.).

## Népesség
A település lakosságának változását az alábbi diagram mutatja:
| Lakosok száma | 292  | 369  | 415  | 344  | 313  | 197  | 204  | 198  | 198  | 195  |
|               | 1869 | 1890 | 1921 | 1950 | 1980 | 2001 | 2017 | 2019 | 2022 | 2024 |